# Gerry Worsell
Gerald Albert William Worsell, detto Gerry (Londra, 1º marzo 1930), è un pallanuotista britannico.
Ha disputato le Olimpiadi di Helsinki 1952 e di Melbourne 1956.